# Desingerica
Dragomir Despić (Beograd, 8. veljače 1993.), poznatiji pod umjetničkim imenom Desingerica, srbijanski je hip-hop i turbo-folk izvođač.

## Životopis
Dragomir Despić rođen je 1993. godine u Beogradu u Bloku 70, gdje je i odrastao. Od malih nogu se bavio košarkom, a od 2019. godine se bavi tetoviranjem, kada je otvorio studio za tetoviranje.
Glazbenu karijeru započeo je 2022. godine, kada je sa Lukom Bijelovićem, poznatijim kao Pljugica, objavio prvi singl „Kucci Kucci”. Pjesma je za kratko vrijeme pridobila pažnju šire publike i medija, pošto su za potrebe snimanja videa zaustavili autocestu.
Na ljeto je ovaj dvojac surađivao sa Lackuom, s kojim su objavili pjesmu „Pistacc”. Potom je u rujnu izašla pjesma „Balkanacc” koja predstavlja njegov tipični zvuk – spoj hip-hopa i turbo-folka. Do kraja iste godine usljedile su pjesme „Tuckavacc” i „Praccka”, a početkom 2023. su objavili duete „Ficcni” i „Novacc”. Krajem lipnja 2023. godine nastupao je na Belgrade Music Week festivalu na Ušću pred nekoliko desetaka tisuća posjetitelja.
Sredinom kolovoza 2023. godine, Draško Stanivuković mu je kao gradonačelnik Banje Luke zabranio nastup u gradu zbog navodne promocije krivih vrijednosti, dodavši da je „zabranio primitivizam, a ne umjetnost”

## Diskografija

### Singlovi
- Kucci Kucci (ft. Pljugica, 2022.)
- Pistacc (ft. Pljugica, Lacku, 2022.)
- Balkanacc (ft. Pljugica, 2022.)
- Tuckavacc (ft. Pljugica, 2022.)
- Praccka (ft. Pljugica, 2022.)
- Ficcni (ft. Pljugica, 2023.)
- Novacc (ft. Pljugica, 2023.)
- Merccedecc (ft. Pljugica, Đekson, Coja, 2023.)
- Recci (ft. Pljugica, 2023.)
- Djuskavacc (ft. Pljugica, 2023.)
- Flecc (ft. Pljugica, 2023.)
- Ccokolada (2023.)
- Ccuti (ft. Zera, 2023.)
- Skakavacc (2024.)
- Penetraccia (ft. Đekson, 2024.)
- Rendalicca (2024.)
- Ccapela (2024.)
- Ccrno (ft. Zera, Pajak, 2024.)
- Mrkavacc (2025.)
- Pumpalicca (ft. Đekson, 2025.)
- Cchap Cchap (2025.)
- Devedeseticce (2025.)